# セドヘプツロース
セドヘプツロース (sedoheptulose) は、七炭糖及びケトースに分類される糖の一種。天然に存在する数少ない七炭糖の一つである。1917年にベンケイソウから発見された。
リン酸エステルのセドヘプツロース-1,7-ビスリン酸はカルビン回路、セドヘプツロース-7-リン酸はカルビン回路とペントースリン酸経路両方の中間体である。